# Хенераль-Хосе-Мария-Морелос-и-Павон
Хенераль-Хосе-Мария-Морелос-и-Павон (исп. General José María Morelos y Pavón) — небольшой город в центральной части Мексики, на территории штата Агуаскальентес. Входит в состав муниципалитета Агуаскальентес.

## Географическое положение
Хенераль-Хосе-Мария-Морелос-и-Павон расположен в центральной части штата, на расстояние приблизительно 7 километров к северо-востоку от города Агуаскальентес. Абсолютная высота — 1965 метров над уровнем моря.

## Население
По данным переписи 2010 года, численность населения Хенераль-Хосе-Мария-Морелос-и-Павон составляла 2500 человек. Динамика численности населения города по годам:
| 2000 | 2005 | 2010 |
| ---- | ---- | ---- |
| 2022 | 2233 | 2500 |